# Zack Snyder
Zack Snyder (Green Bay (Wisconsin), 1 maart 1966) is een Amerikaans filmregisseur.

## Levensloop
Snyder begon als regisseur en cinematograaf van muziekvideo's (Morrissey) en reclames (Compuware, Audi, Budweiser, Jeep, Magnum, Subaru)Libertel (huidige Vodafone). Snyder won voor zijn werk drie Clio Awards,(ADCN Vermelding voor Libertel in Nederland) prijzen voor de reclame-industrie. In 2004 ging Snyder over op bioscoopfilms met de horrorfilm Dawn of the Dead. Ook is hij samen met zijn vrouw Deborah Snyder oprichter van het productiebedrijf Cruel and Unusual Films.

## Filmografie
| Jaar | Titel                                         | Regisseur | Scenarist | Producent  |
| ---- | --------------------------------------------- | --------- | --------- | ---------- |
| 2004 | Dawn of the Dead                              |           |           |            |
| 2007 | 300                                           |           |           |            |
| 2009 | Watchmen                                      |           |           |            |
| 2010 | Legend of the Guardians: The Owls of Ga'Hoole |           |           |            |
| 2011 | Sucker Punch                                  |           |           |            |
| 2013 | Man of Steel                                  |           |           |            |
| 2014 | 300: Rise of an Empire                        |           |           |            |
| 2016 | Batman v Superman: Dawn of Justice            |           |           |            |
| 2016 | Suicide Squad                                 |           |           | Uitvoerend |
| 2017 | Wonder Woman                                  |           | Verhaal   |            |
| 2017 | Justice League                                |           | Verhaal   |            |
| 2018 | Aquaman                                       |           |           | Uitvoerend |
| 2020 | Wonder Woman 1984                             |           |           |            |
| 2021 | Zack Snyder's Justice League                  |           | Verhaal   |            |
| 2021 | Army of the Dead                              |           |           |            |
| 2021 | The Suicide Squad                             |           |           | Uitvoerend |
| 2021 | Army of Thieves                               |           | Verhaal   |            |
| 2023 | Rebel Moon – Part One: A Child of Fire        |           |           |            |
| 2024 | Rebel Moon – Part Two: The Scargiver          |           |           |            |